# Panorama (rivista)
Panorama è una rivista italiana settimanale di attualità, politica, società ed economia.
Dal 2018 è diretta da Maurizio Belpietro e pubblicata dalla casa editrice Panorama s.r.l., di proprietà del gruppo La Verità Srl.

## Storia
- 1968: 116 000
- 1972: 126 000
- 1974: 250 000
- 1975: 375 000

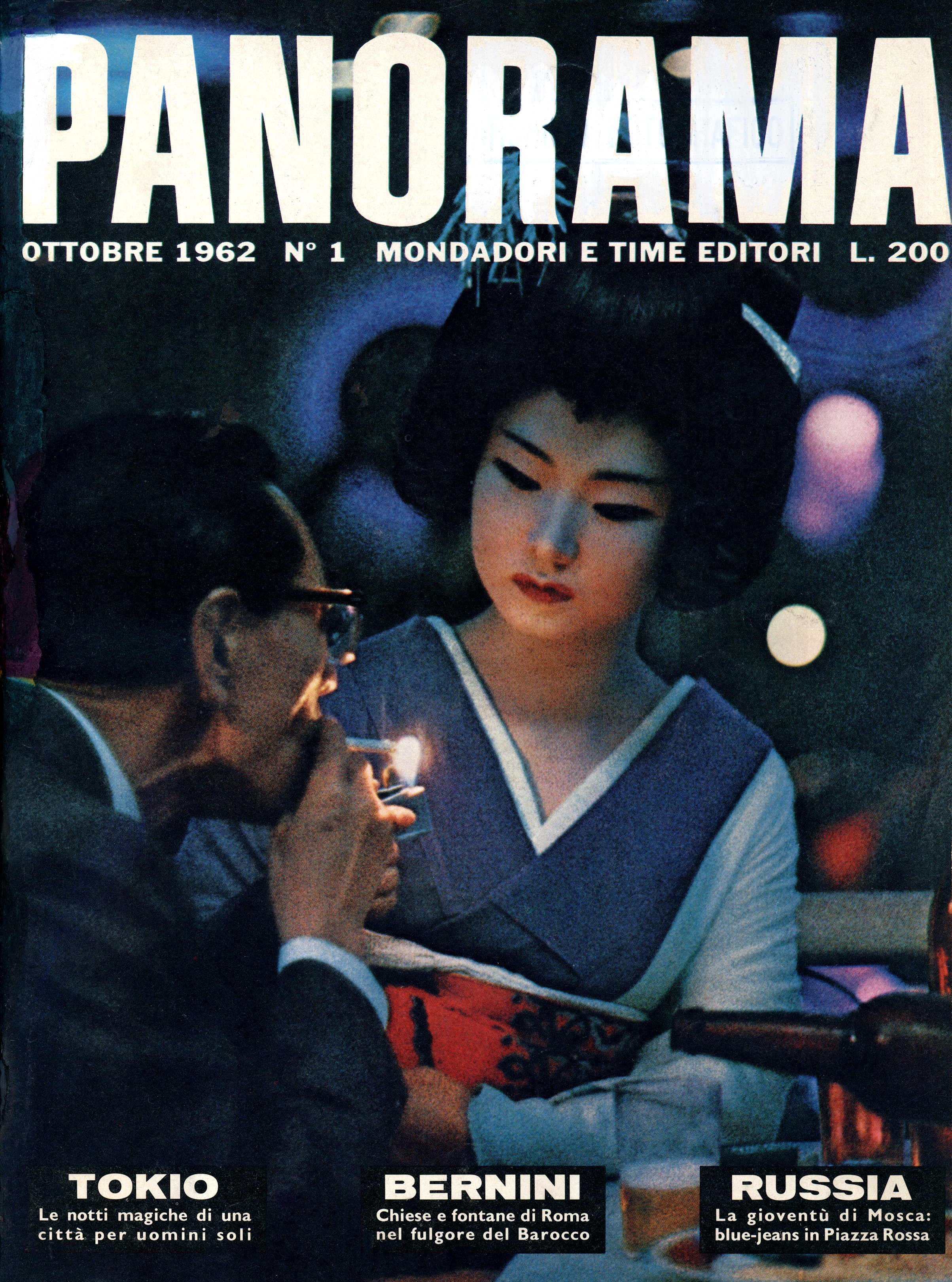
Copertina di Panorama dell'ottobre 1962

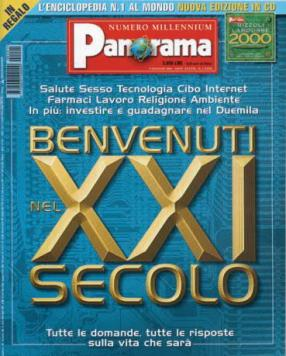
Copertina del 2000

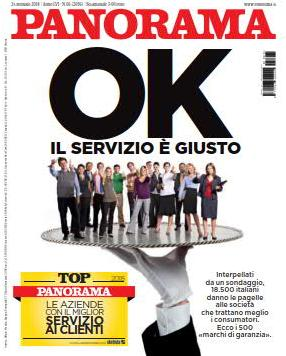
Copertina del numero del 25 gennaio 2018

Fonte: Silvia Pizzetti, I rotocalchi e la storia (1982).
Panorama fu fondato per iniziativa di Arnoldo Mondadori come periodico culturale per un segmento medio-alto. Mondadori chiamò alla direzione un promettente giornalista-scrittore: Nantas Salvalaggio (proveniente da Epoca e Corriere della Sera). Diffuso inizialmente a cadenza mensile, il primo numero di Panorama uscì nell'ottobre del 1962. La rivista trattava perlopiù temi di carattere internazionale e argomenti di varietà. Nel 1964 la formula fu rivista, ma i risultati ottenuti furono inferiori alle attese.
Nel 1965 Mondadori chiamò alla direzione Lamberto Sechi, che due anni dopo trasformò Panorama in settimanale (18 maggio 1967), sulla scia del successo delle testate Der Spiegel in Germania, L'Express in Francia e Time negli USA. Fu abbandonato il formato lenzuolo, per un più moderno tabloid.
Il nuovo programma della rivista era sintetizzato nello slogan I fatti separati dalle opinioni: la frase fu inserita vicino alla testata. Il lavoro di redazione era improntato a uno stile asciutto e impersonale; gli articoli non erano firmati (era bandito il protagonismo delle "grandi firme"). Le sezioni del settimanale erano: Affari italiani, Affari esteri, Vita moderna, Scienza, Spettacoli, Cultura e Economia. In pochi anni Sechi fece di «Panorama» il primo settimanale d'informazione italiano.
Alla fine degli anni settanta Lamberto Sechi entrò in conflitto con la redazione. A causa dei dissensi con i colleghi lasciò la direzione nel 1979. Ma la sua formula fu continuata dai successori anche negli anni ottanta: «Panorama» rimase molto attento sia ai fenomeni sociali che ai retroscena politici (come il concorrente L'Espresso). Negli anni ottanta gli unici cambiamenti riguardarono la veste grafica e la concessione della firma ai redattori. Alla fine del decennio il settimanale raggiunse i suoi più lusinghieri risultati di vendita.
Nel 1994, con l'acquisizione della Mondadori da parte di Silvio Berlusconi, si assistette a un riposizionamento politico del settimanale, che divenne espressione del centro-destra. La risposta dei lettori fu positiva: «Panorama» mantenne il proprio primato nel settore. Nel 1996 Andrea Monti lascia la direzione della rivista, che passa a Giuliano Ferrara, con il quale il periodico impresse una nuova linea editoriale rivolgendosi ai lettori di area moderata.
Dalla primavera 1996 la rivista ha un suo sito Internet (prima "mondadori.com/panorama", in seguito "panorama.it") che lancia insieme a un "restyling" (nella testata un piccolo globo sostituisce la "o"). Nell'ottobre del 1998 viene lanciato il supplemento mensile Panorama Web; nel novembre 1999 nasce Next. Nel 2007 (direttore Pietro Calabrese) il settimanale ha cambiato logo e ha rinnovato veste grafica e formula editoriale. Nel 2012 (direttore Giorgio Mulé) è avvenuto un nuovo cambio, che ha coinvolto l'ideazione grafica e l'impaginazione delle sezioni. Inoltre, dal 1995, Panorama edita anche uno dei calendari di maggiore successo a livello nazionale, che vede spesso come protagoniste celebri showgirl della televisione italiana o attrici.
Nel 2010 la rivista si rinnova e si caratterizza della nuova grafica firmata da Roberto Bettoni. Nel marzo del 2014 la grafica e la formula editoriale vengono ulteriormente modificate con la creazione di un vero e proprio brand intorno alla rivista, che viene declinato su diverse piattaforme: rivista cartacea e digitale, sito web, reti sociali e periodici cartacei specializzati come Icon (per il settore maschile) e Flair (per il settore femminile). La seconda parte del settimanale cambia volto: le pagine sono dedicate alle passioni dell'uomo, quali la moda, i viaggi, la tecnologia, la musica, i motori e il design.
Il 6 novembre 2018 viene reso noto l'acquisto di Panorama da parte del Gruppo La Verità Srl, editore del quotidiano La Verità e presieduto da Maurizio Belpietro. La notizia viene ufficializzata con un editoriale del direttore Raffaele Leone, che annuncia la fine della sua direzione, salutando i lettori.
Il 10 novembre 2018 Maurizio Belpietro assume ufficialmente la direzione di Panorama (da lui già presieduto dal 2007 al 2009), dandone annuncio con un editoriale ai lettori. Il nuovo Panorama di proprietà del gruppo di Belpietro rinnova la grafica (eliminando la cornice bianca in copertina) e torna a ospitare rubriche che avevano segnato la storia del settimanale come il Bestiario di Giampaolo Pansa. Arriva poi la sezione Piaceri dedicata al lifestyle (moda, enogastronomia, motori, vacanze e arte).
Il 20 gennaio 2020 viene rinnovato il sito web del settimanale, con l'introduzione di un paywall parziale.

## Linea politico-editoriale

Logo di Panorama in uso prima dell'attuale.

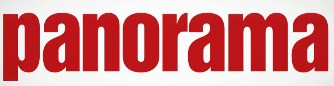
Altro logo del passato.

Agli esordi Panorama si era collocato nell'area di centrosinistra. Negli anni '90 ha però radicalmente cambiato linea editoriale, passando dall'area di centrosinistra a quella di centrodestra.
La conversione ha una premessa con l'insediamento di Silvio Berlusconi alla presidenza della Mondadori il 25 gennaio 1990. In netto dissenso con il nuovo editore, a febbraio lasciano il settimanale il direttore Claudio Rinaldi, Giampaolo Pansa e Altan. Rinaldi viene sostituito da Andrea Monti, proveniente da Fortune Italia. Nell'ambito del braccio di ferro fra proprietà e direzione, nell'ottobre 1991 vengono bocciati due vicedirettori su quattro proposti: Pasquale Chessa e Carlo Rossella; mentre vengono graditi Maria Luisa Agnese e Luciano Santilli.
L'imminente entrata di Berlusconi in politica, preannunciata nel novembre 1993, rinnova le frizioni; Panorama sciopera sostenendo che «lo sciopero, che si sta svolgendo con una partecipazione altissima, è dettato dalla preoccupazione, che ci pare ormai chiara, dell'editore di scendere in campo come organizzatore di uno schieramento politico. Sono mesi che il comitato di redazione della Mondadori e quello di Panorama hanno posto l'incompatibilità tra la figura di editore e quella di leader politico. I giornalisti difendono davanti ai lettori, con tutte le armi in loro possesso, la tradizione di indipendenza e autonomia della loro testata, che è la ragione prima del successo di Panorama». Berlusconi replica per lettera alla redazione, la quale però non indietreggia. Si accenderanno nuove polemiche quando la Mondadori progetta di allegare il programma elettorale della neonata Forza Italia al settimanale.
Durante il governo Berlusconi I Panorama pubblicherà anche copertine anti-premier. Dal marzo del 1995 si fanno insistenti le voci per insediare alla direzione di Panorama al posto di Monti, Giuliano Ferrara, già ministro del governo Berlusconi, ma il vicepresidente e amministratore delegato della Mondadori, Franco Tatò, si dichiara contrario.
Richiesto di un parere sulla nuova linea politico-editoriale, il direttore Andrea Monti dichiara «Abbiamo dovuto sopportare la possibile perdita dei lettori più radicali. La soluzione è semplice: il giornale non deve stare né da una parte né dall'altra, ma un passo più in su». A fine giugno Franco Tatò lascia la Mondadori per l'Enel.
La nuova Mondadori post-Tatò lancia nuove strategie aziendali che portano Monti il 31 ottobre alle dimissioni da direttore di Panorama. L'11 novembre è nominato nuovo direttore Giuliano Ferrara, il quale già dirige Il Foglio da lui fondato. Ferrara dichiarerà subito ai redattori che «i fatti non sono nudi e crudi e richiedono una loro interpretazione, sinceramente politica» e che dunque «farà battaglia» avendo «ben presente che l'azionista di riferimento della Mondadori è Silvio Berlusconi, impegnato in politica». Il settimanale sterza dunque verso il centrodestra e ciò provoca una nuova ondata di polemiche. Enzo Biagi lascia subito il giornale. Nella votazione sulla fiducia, Ferrara ottiene 30 "no" contro 28 "sì" e 14 astenuti. Il condirettore Pierluigi Battista ottiene invece 30 "sì", 28 "no" e 14 astenuti, il vicedirettore esecutivo Massimo Donelli 14 "sì", 46 "no" e 12 astenuti. Dei quattro vicedirettori sono bocciati Pino Buongiorno, Pasquale Chessa ed Enrico Cisnetto e solo Luciano Santilli è promosso. Il mese dopo Adriano Sofri diviene una firma abituale del settimanale.
Nel marzo del 1997 si acuisce la tensione fra direttore e redazione, con quest'ultima che lamenta «l'uso di collaboratori esterni che ha raggiunto un livello tale da rischiare di essere interpretato come un'implicita valutazione negativa della professionalità della redazione». Sei mesi dopo Ferrara si dimette, ufficialmente per dedicarsi solo a Il Foglio. Altrettanto farà Battista. Al loro posto vengono chiamati rispettivamente Roberto (detto Nini) Briglia e Massimo Donelli. Briglia confermerà di volere proseguire la linea tracciata da Ferrara.
In data 1º novembre 2018 la storica testata viene ceduta a «La Verità srl», società editrice del quotidiano La Verità; l'operazione è stata preceduta da una lunga trattativa sindacale con i giornalisti della storica testata. Nuovo direttore responsabile diviene Maurizio Belpietro, già azionista di maggioranza della società editrice e direttore del quotidiano.

## Diffusione sui nuovi media
La rivista è consultabile su Internet e su iPad o smartphone tramite l'apposita applicazione.
Panorama è la prima rivista italiana a ospitare sulle sue pagine i codici QR: il crittogramma appare in margine all'articolo. Il servizio, avviato l'11 dicembre 2009, permette di ottenere video, testi e pagine internet sul proprio cellulare, per approfondire l'argomento a cui l'articolo è connesso.

## Riconoscimenti
- 2025 - Premio Caravella Tricolore-Natale di Roma, con la seguente motivazione: «Per aver riportato, con una pregevole inchiesta giornalistica, le spoglie di undici marò trucidati ad Ossero da partigiani titini»[30]

Premio Caravella Tricolore 2025 alla rivista Panorama, consegnato al Direttore Maurizio Belpietro

## Direttori
- Nantas Salvalaggio (ottobre 1962 - marzo 1964)
- Leo Lionni (aprile 1964 - giugno 1965)
- Lamberto Sechi (luglio 1965 - 27 febbraio 1979) Dal 18 maggio 1967 «Panorama» esce come settimanale
- Carlo Rognoni (6 marzo 1979 - 31 marzo 1985)
- Claudio Rinaldi (7 aprile 1985 - 25 febbraio 1990)
- Andrea Monti (4 marzo 1990 - 21 novembre 1996)
- Giuliano Ferrara (28 novembre 1996 - 25 settembre 1997)
- Roberto Briglia (2 ottobre 1997 - 12 ottobre 2000)
- Carlo Rossella (19 ottobre 2000 - 2 dicembre 2004)
- Pietro Calabrese (9 dicembre 2004 - 18 ottobre 2007)
- Maurizio Belpietro (25 ottobre 2007 - 20 agosto 2009)
- Giorgio Mulé (1º settembre 2009 - 31 gennaio 2018)
- Raffaele Leone (1º febbraio 2018 - 6 novembre 2018)
- Maurizio Belpietro, 2ª volta, (dal 7 novembre 2018)

Lamberto Sechi (a destra)
Carlo Rognoni
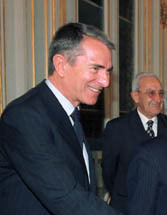
Carlo Rossella
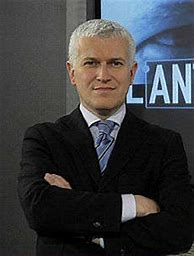
Maurizio Belpietro
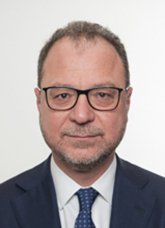
Giorgio Mulé
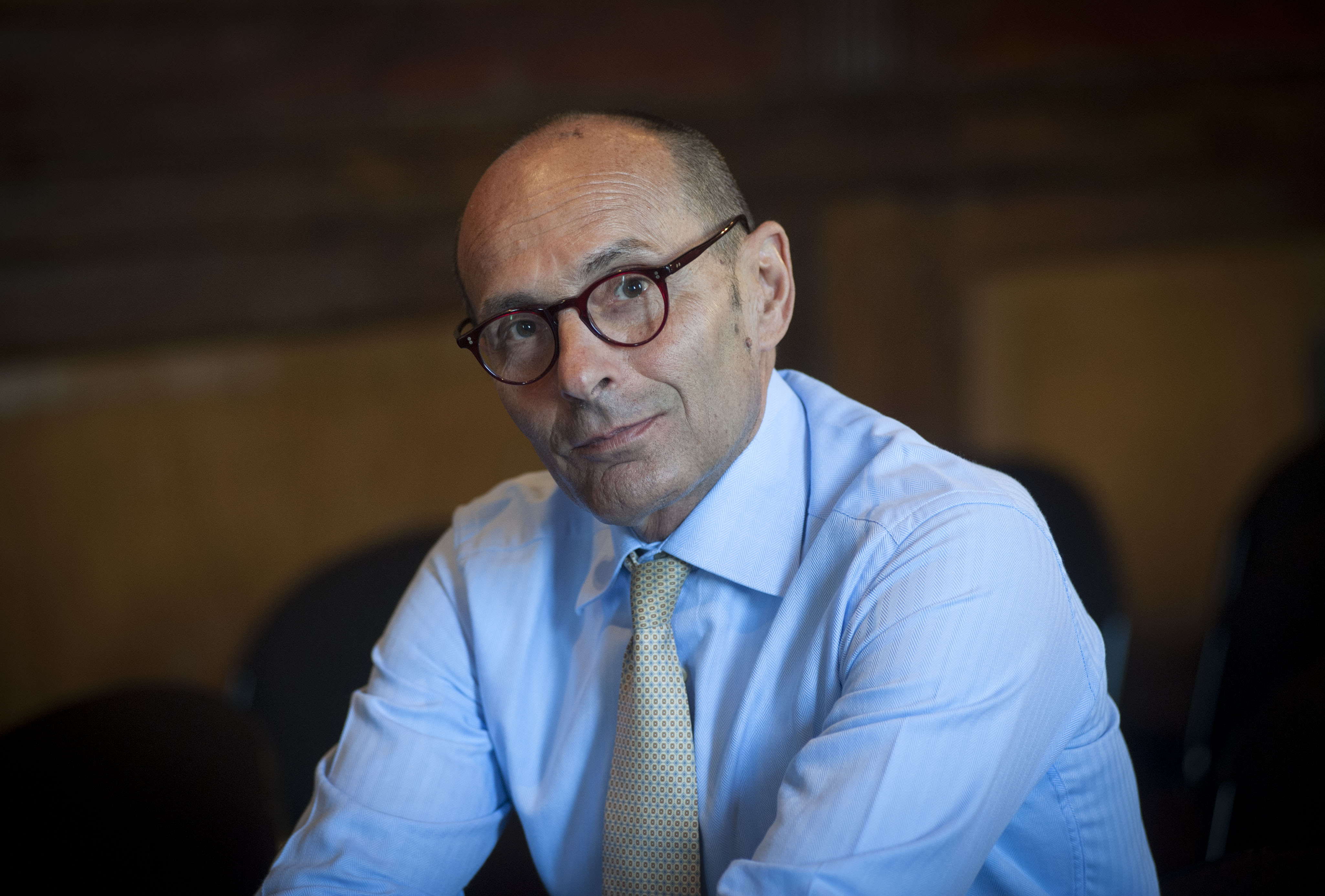
Raffaele Leone

## Firme storiche

### Opinionisti ed editorialisti (storici e attuali)
Marcello Veneziani (Controcanto), Giampaolo Pansa (Bestiario), Arrigo Benedetti, Giorgio Galli, Adolfo Battaglia, Giorgio Fattori, Giuliano Ferrara, Alessandro Sallusti, Vittorio Feltri, Bruno Vespa, Oscar Giannino, Mario Giordano (Il Grillo parlante), Enzo Biagi, Luca Ricolfi (Fatti e Credenze), Gianluigi Nuzzi, Adriano Sofri (Dopotutto), Camillo Langone, Stefano Rodotà, Camilla Cederna, Piero Ottone, Goffredo Fofi, Corrado Stajano, Lietta Tornabuoni.
Le rubriche di arte sono storicamente curate da Vittorio Sgarbi, mentre degli approfondimenti enogastronomici si occupa Fiammetta Fadda.

### Vignettisti (storici)
Giorgio Forattini, Francesco Tullio Altan, Emilio Giannelli.

### Firme attuali
- Maurizio Belpietro: direttore responsabile del settimanale, firma l'editoriale di tutti i numeri.
- Giacomo Amadori, Fabio Amendolara, Simone Di Meo, Marianna Baroli, Francesco Bonazzi: coordinano la sezione investigativa del settimanale, oltre a quella de La Verità.
- Antonio Amorosi: scrive di economia, sprechi e privilegi.
- Giorgio Gandola: si occupa di analisi di politica interna.
- Fausto Biloslavo: inviato di guerra e principale firma di politica estera del settimanale. Scrive articoli dall’estero e da zone di guerra, specialmente da Africa e Medio Oriente.
- Mikol Belluzzi: racconta, anche con interviste le storie di imprenditori italiani e, più in generale, si occupa di impresa e successi industriali.
- Francesco Borgonovo: si occupa di scienze, diritti umani e questioni sociali-etiche, talvolta di letteratura.
- Marianna Baroli: scrive di Asia, soprattutto di Corea del Sud e Giappone. Cura interviste esclusive con artisti K-pop e della Hallyu Wave.
- Guido Castellano: cura la sezione "Piaceri" del magazine e firma anche servizi di attualità culturale.
- Lorenzo Del Boca: cura rubriche di storia e storiografia.
- Guido Fontanelli: per il settimanale firma articoli di economia, ma si occupa anche di motori, di costume e di questioni ambientali.
- Oscar di Montigny: dirigente di Mediolanum, scrive occasionalmente di banche, economia, finanza specializzata.
- Terry Marocco: cura la sezione finale "Periscopio" e rubriche generalmente indirizzate ai lettori più giovani.
- Antonella Matarrese: responsabile delle pagine di moda e design. Firma storica da circa 20 anni, è critica di moda e autrice di inchieste di costume e società.
- Daniela Mattalia: cura le sezioni dedicate alla salute e alla medicina e alle scienze in generale, dall’astronomia alla biologia e ai temi ambientali.
- Gianni Poglio: critico musicale.
- Carlo Puca: inviato principale firma di politica interna del settimanale.
- Antonio Rossitto: inviato e firma d'inchiesta.
- Alessandro Fantechi (Londra), Daniel Mosseri (Berlino), Gian Marco Litrico (Vancouver), Valeria Robecco (New York), Paolo Manzo (San Paolo del Brasile), Marta Ottaviani (Istanbul), Chiara Clausi (Beirut): corrispondenze freelance internazionali.
- Luca Sciortino: firma articoli di analisi su temi culturali, e in particolare di divulgazione scientifica, spaziando dalla cosmologia alla genetica, dalla sostenibilità ambientale alla biologia, dalla storia all'antropologia. Occasionalmente pubblica reportage fotografici dall'estero.
- Giorgio Sturlese Tosi: cura inchieste e approfondimenti di indirizzo sportivo, occasionalmente si occupa anche di cronaca nera.
- Luca Telese: si occupa dell'intervista di copertina.
- Marco Morello, Valentina Pepe, Antonella Matarrese, Maddalena Bonaccorso, Mariella Baroli, Gemma Gaetani: sono le principali firme della sezione "Piaceri", spazio fisso nel settimanale dedicato a società, attualità, cultura e stile.